# Hutton-in-the-Forest Hall

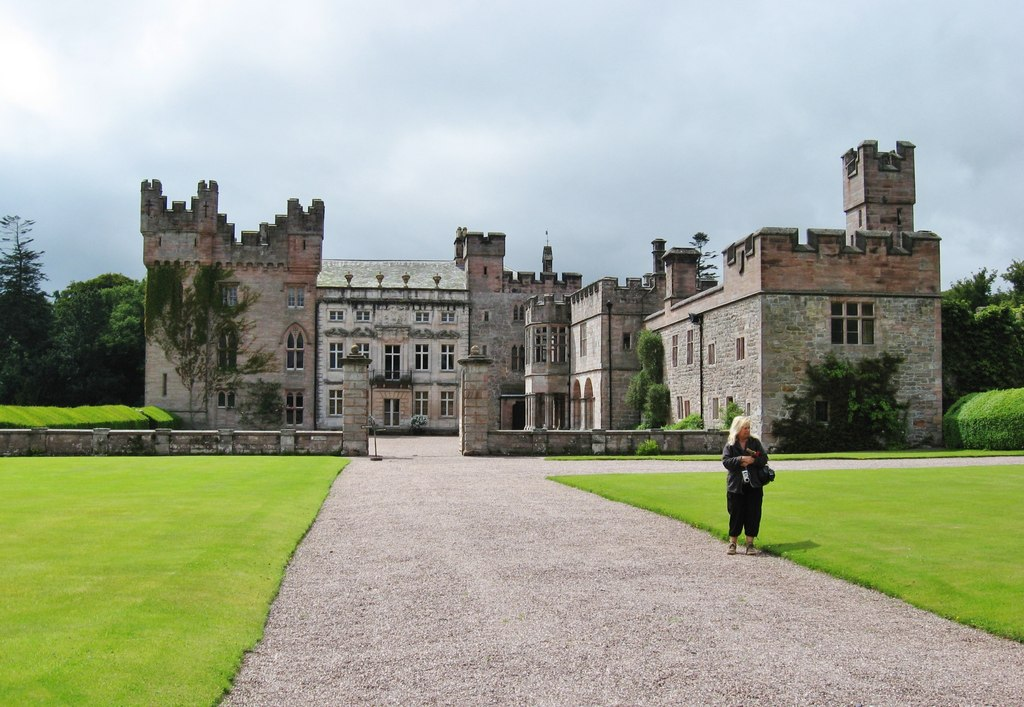
Veduta di Hutton-in-the-Forest Hall

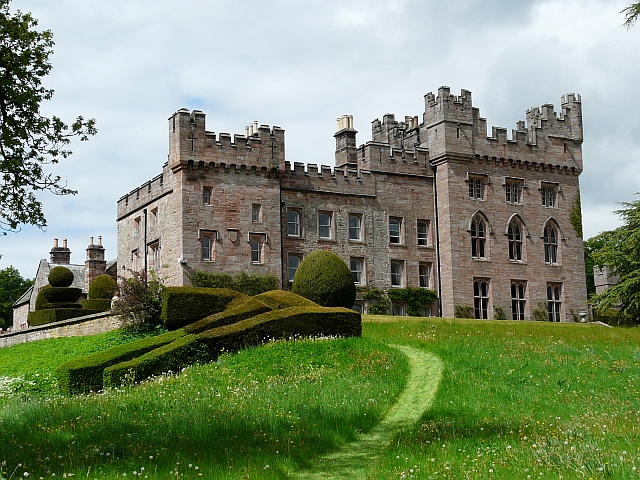
Hutton-in-the-Forest Hall e il giardino circostante

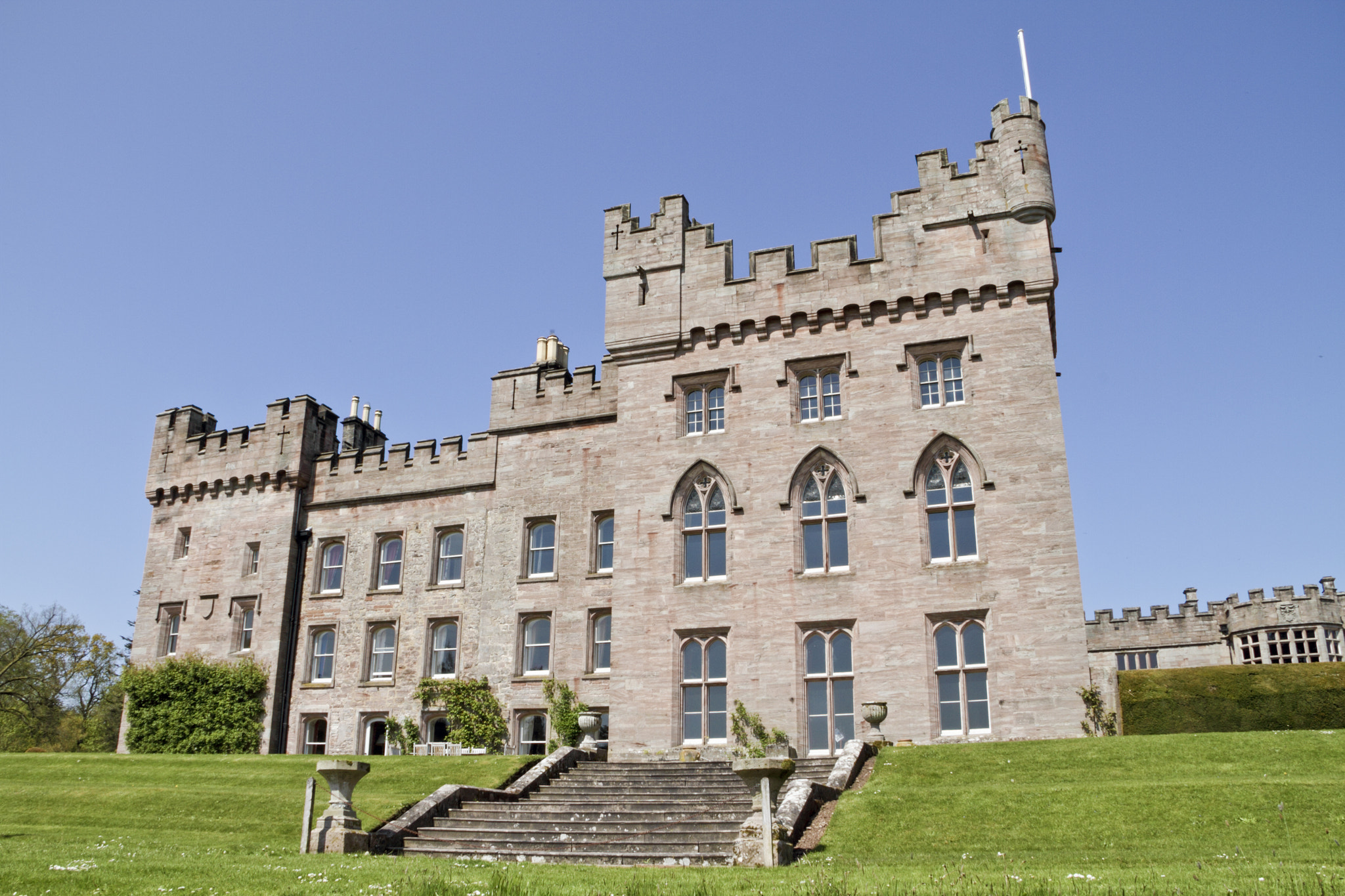
La facciata principale di Hutton-in-the-Forest Hall

Hutton-in-the-Forest Hall o semplicemente Hutton-in-the-Forest è una storica residenza della parrocchia civile inglese di Skelton, nella contea della Cumbria (Inghilterra nord-occidentale), realizzata tra il XVII e il XIX secolo, ma le cui origini risalgono alla metà XIV secolo. Fu di proprietà delle famiglie Hoton e Fletcher (nota anche come Vane Fletcher o Fletcher Vane).
L'edificio è classificato come palazzo di primo grado.

## Storia
I primi proprietari della tenuta di Hutton, che si estendeva all'interno della foresta di Inglewood, la seconda più grande foresta di proprietà della Corona, furono i membri della famiglia Hoton, di cui faceva parte Thomas de Hoton, forestiere reale di re Edoardo I d'Inghilterra, e dalla quale venne acquisita alla fine del del XIII secolo. Alle origini della residenza, vi è una peel tower, eretta nella metà del secolo successivo a scopo difensivo contro eventuali attacchi da parte degli Scozzesi.
La famiglia Hoton rimase proprietaria della tenuta di Hutton fino al 1605, quando venne ceduta a Richard Fletcher di Cockermouth.  Quest'ultimo iniziò la trasformazione dell'originaria struttura difensiva, che venne ampliata nel corso del XVII secolo, con l'aggiunta di una facciata in stile barocco.
In seguito, negli anni quaranta del XVIII secolo, quando la tenuta era di proprietà di Henry Fletcher, vennero aggiunte alla residenza tre stanze, e un giardino recintato con terrazze e colombaia.
Nel 1745, Hutton-in-the-Forest Hall venne occupata dalle truppe di Bonnie Prince Charles nel corso del suo tentativo di ascesa al trono.
Ulteriori modifiche alla residenza vennero intraprese tra il 1824 e il 1827 ad opera dell'architetto George Webster  e nel 1845 ad opera dell'archittetto Anthony Salvin. Lo stesso Salvin progettò nel 1870-1871 un giardino di rododendri.

## Architettura
La residenza è a pianta a forma di L.
Gli interni ospitano dipinti, porcellane e sono decorate con carte da parati, tutte realizzate da William Morris. Tra le stanze di maggiore interesse, figurano la Cupid Room (una delle tre stanze aggiunte negli anni quaranta del XVIII secolo) e la Lady Darlington's Room, realizzata sempre nel XVIII secolo e che prende il nome da Caroline Vane, contessa di Darlington, che fu un'assidua visitatrice della residenza.
Nei giardini si trova una colombaia con 400 cassette per la nidificazione e una chiesa eretta nel XIII secolo e modificata nel XVIII secolo, che ospita al suo interno una croce vichinga dell'XI secolo.